# Alfred Muff
Alfred Muff (* 31. Mai 1949 in Luzern) ist ein Schweizer Opernsänger (Bassbariton).

## Leben und Wirken
Alfred Muff studierte am Konservatorium Luzern, bis er vom dortigen Direktor Rudolf Baumgartner der Opernsängerin und Pädagogin Elisabeth Grümmer vorgestellt wurde, die ihn an die Musikhochschule Berlin mitnahm. Dort studierte er fünf Semester, am Schluss bei Irmgard Hartmann. 1973 begann er seine künstlerische Laufbahn am Stadttheater Luzern in der Rolle des Ministers in Fidelio. Nach sieben lehrreichen Jahren führte ihn sein Weg über Linz, Mannheim wieder zurück in die Schweiz nach Zürich, wo er seit 1984 festes Mitglied des Opernhauses ist. Als international gefragter Sänger gibt er Gastspiele an allen wichtigen Opernhäusern und Konzertsälen der Welt, wie z. B. Staatsoper Wien, Musikverein und Konzerthaus in Wien, Salzburger Festspiele, Staatsoper München, Hamburg, Berlin, Dresden, Scala di Milano, Opéra Bastille de Paris. Verschiedenste Auftritte in Oper und Konzert gibt es auch in Japan (Tokyo), China, Argentinien und Amerika.
1993 wurde Muff mit dem Kunst- und Kulturpreis der Stadt Luzern ausgezeichnet.

## Repertoire
Zu den herausragenden Rollen in Muffs Repertoire gehören Baron Ochs in Der Rosenkavalier, Hans Sachs in Die Meistersinger von Nürnberg, Gurnemanz in Parsifal, König Marke in Tristan und Isolde, König Heinrich in Lohengrin, Rocco in Fidelio, Sarastro in Die Zauberflöte und der Wassermann in Rusalka.
Alfred Muffs Stimme ist unter anderem auf Schallplatteneinspielungen von Die Frau ohne Schatten, Der fliegende Holländer, Die Walküre, Die Gezeichneten, Hagadah (Dessau), Die Zauberflöte sowie Bruckners Te Deum und seiner F-Moll-Messe festgehalten, sowie auf DVDs des Opernhauses Zürich in Rosenkavalier, Hänsel und Gretel, Lulu, Die Entführung aus dem Serail, Tannhäuser, Fidelio, Elektra und Peter Grimes.

## Aufnahmen (Auswahl)
- Franz Schubert, Alfonso und Estrella, Orchestra del Teatro Lirico di Cagliari, Dirigent: Gerard Korsten, 2004 (DVD)
- Richard Strauss, Die Frau ohne Schatten, Symphonyorchester des Bayerischen Rundfunks, Dirigent: Wolfgang Sawallisch, 1988
- Richard Strauss, Elektra, Orchester der Oper Zürich, Dirigent: Christoph von Dohnanyi, 2005
- Richard Wagner, Die Walküre, The Cleveland Orchestra, Dirigent: Christoph von Dohnanyi, 1997
- Richard Wagner, Der fliegende Holländer, ORF Symphony Orchestra, Dirigent: Pinchas Steinberg, 1992